# 迈克尔·哈特 (赛艇运动员)
迈克尔·哈特（英語：Michael Hart，1951年10月24日—），英国男子赛艇运动员。他曾代表英国参加1972年和1976年夏季奥林匹克运动会赛艇比赛，其中1976年奥运会获得一枚银牌。